# Allt om husvagn & camping
Allt om husvagn & camping är en tidskrift som har personer med husvagn eller husbil som målgrupp. Tidningen har givits ut sedan 1976.

### Fotnoter
1. ↑  Husvagn & Camping: Här är vi Arkiverad 18 juli 2007 hämtat från the Wayback Machine.
2. 1 2  Allt om Husvagn & Camping, Libris 3680796
3. ↑  Orvesto Konsument 2004:2